# Eleccions municipals espanyoles de 1979
Les eleccions municipals espanyoles de 1979 foren convocades el dimarts, 3 d'abril de 1979 i foren les primeres eleccions municipals convocades a Espanya després de la dictadura franquista mitjançant eleccions per sufragi universal. A les eleccions optaven les llistes dels regidors dels diferents partits, i els electes finalment votaven l'alcalde.
Durant la dictadura franquista la representació municipal era corporativa i l'alcalde era nomenat pel govern en el cas de les capitals de província, o bé pel governador civil o el Cap Provincial del Movimiento Nacional en la resta de municipis.
El partit que va obtenir més vots i regidors arreu d'Espanya fou la Unió de Centre Democràtic (UCD), que ja havia guanyat a les eleccions generals espanyoles de 1979. Tanmateix, a moltes ciutats importants els seus candidats a l'alcaldia foren desbancats per coalicions d'esquerra formades pel PSOE i el Partit Comunista d'Espanya (PCE).

## Resultats globals a nivell estatal
En total van votar arreu d'Espanya 16.415.695 persones (el 61,65% del cens), d'elles 20.038 en blanc (0,12%). Els resultats dels principals partits fou:
| ← Eleccions Municipals de 1979 →      |           |       |                  |                    |                    |                               |
| Partit                                | Vots      | %     | Regidors (total) | Regidors (ciutats) | Alcaldes (ciutats) | Alcaldes (capital provincial) |
| UCD                                   | 5.067.634 | 30,87 | 29.288           | 678                | 23                 | 20                            |
| PSOE/PSC-PSOE/PSE                     | 4.621.672 | 28,15 | 12.069           | 682                | 38                 | 23                            |
| PCE/PSUC/EPK                          | 2.142.049 | 13,05 | 3.725            | 315                | 6                  | 1                             |
| CiU                                   | 509.128   | 3,10  | 1.782            | 53                 | -                  | -                             |
| Coalició Democràtica (CD)             | 504.708   | 3,07  | 2.383            | 58                 | -                  | -                             |
| EAJ-PNV                               | 361.160   | 2,20  | 1.093            | 42                 | 4                  | 3                             |
| PSA                                   | 245.507   | 1,50  | 259              | 59                 | 3                  | 1                             |
| Herri Batasuna                        | 164.516   | 1,00  | 267              | 26                 | -                  | -                             |
| PTE                                   | 148.083   | 0,90  | 229              | 3                  | -                  | -                             |
| ORT                                   | 114.539   | 0,70  | 107              | 8                  | -                  | -                             |
| ERC-FNC-PSDC                          | 103.547   | 0,63  | 210              | 7                  | -                  | -                             |
| MC-OIC                                | 87.792    | 0,53  | 59               | 1                  | -                  | -                             |
| BNPG                                  | 78.216    | 0,48  | 258              | 10                 | -                  | -                             |
| UG (POG-PSG-PG)                       | 69.060    | 0,42  | 141              | 22                 | 1                  | 1                             |
| UN (FE-JONS-FN-CJA)                   | 61.899    | 0,38  | 122              | 4                  | -                  | -                             |
| EE-ESEI                               | 59.332    | 0,36  | 84               | 4                  | -                  | -                             |
| PAR                                   | 58.661    | 0,36  | 276              | 7                  | -                  | -                             |
| UPC                                   | 55.779    | 0,34  | 30               | 19                 | 1                  | 1                             |
| PSOE-històric                         | 26.585    | 0,16  | 45               | -                  | -                  | -                             |
| PRC                                   | 23.870    | 0,14  | 81               | 4                  | -                  | -                             |
| LCR                                   | 18.390    | 0,11  | 7                | -                  | -                  | -                             |
| URV                                   | 18.015    | 0,11  | 2                | 1                  | -                  | -                             |
| Partido Cantonal                      | 14.753    | 0,09  | 7                | 7                  | -                  | -                             |
| Concejales Independientes de La Rioja | 13.580    | 0,09  | 147              | -                  | -                  | -                             |
| UPN                                   | 12.305    | 0,08  | 10               | 5                  | -                  | -                             |
| PSAN                                  | 10.907    | 0,07  | 5                | -                  | -                  | -                             |
| PNPV                                  | 10.773    | 0,07  | 12               | -                  | -                  | -                             |
| UCE                                   | 9.908     | 0,06  | 4                | -                  | -                  | -                             |
| Candidatos por la Democracia (Toledo) | 9.778     | 0,06  | 77               | -                  | -                  | -                             |
| Partit Carlí (PCC, EKA)               | 9.548     | 0,06  | 9                | -                  | -                  | -                             |
| AECAD. Agr. Electoral Ceuta           | 8.855     | 0,05  | 12               | 12                 | 1                  | -                             |
| Agr. Electoral Tenerife               | 8.815     | 0,05  | 4                | 4                  | -                  | -                             |
| PSM                                   | 8.123     | 0,05  | 11               | 2                  | -                  | -                             |
| Izquierda Republicana                 | 7.661     | 0,09  | 5                | -                  | -                  | -                             |
| Agr. Elect. Campesinos Leoneses       | 7.496     | 0,04  | 112              | -                  | -                  | -                             |
| PCOE                                  | 7.400     | 0,04  | 1                | -                  | -                  | -                             |
| Asamblea de Vecinos de Las Palmas     | 6.994     | 0,03  | 2                | -                  | -                  | -                             |
| Asamblea de Vecinos de Telde          | 6.395     | 0,03  | 7                | -                  | -                  | -                             |
| EIC                                   | 4.146     | 0,03  | 2                | -                  | -                  | -                             |
| PSMe                                  | 2.444     | 0,02  | 5                | -                  | -                  | -                             |
| Asamblea Lagunera                     | 2.434     | 0,02  | 2                | -                  | -                  | -                             |

Malgrat que la UCD fou el partit més votat, el PSOE va assolir l'alcaldia de les set principals ciutats de l'estat (Madrid, Barcelona, València, Saragossa, Palma, Màlaga i Múrcia), moltes d'elles en coalició amb el PCE, mentre que la UCD només té com a ciutats destacades Santa Cruz de Tenerife, Santander i Oviedo. Per la seva banda, l'EAJ-PNV aconsegueix l'alcaldia de Bilbao, el Partit Socialista Andalús la de Sevilla i la Unión del Pueblo Canario la de Las Palmas. Per la seva banda el PCE assolí l'alcaldia de Còrdova, mentre que el PSUC obté les de Sabadell i Badalona.

## Resultats als Països Catalans

### Resultats a Catalunya
En total es recolliren 2.681.330 vots vàlids (61,46% del cens), 10.078 dels quals foren en blanc (0,37%).
| Partit                                        | Vots    | %     | Regidors (total) | Regidors (Caps comarca i ciutats) | Alcaldes (Caps comarca i ciutats) |
| PSC-PSOE                                      | 720.165 | 26,86 | 928              | 393                               | 27                                |
| PSUC                                          | 543.165 | 20,26 | 549              | 301                               | 16                                |
| CiU                                           | 509.128 | 18,99 | 1.782            | 271                               | 16                                |
| Centristes de Catalunya-UCD                   | 362.405 | 13,52 | 1.272            | 179                               | -                                 |
| ERC-FNC-PSDC                                  | 103.547 | 3,86  | 210              | 48                                | 3                                 |
| Coalició Democràtica (CD)                     | 32.804  | 1,22  | 18               | 3                                 | -                                 |
| PTC-Unitat Comunista                          | 28.934  | 1,08  | 10               | 2                                 | -                                 |
| Col·lectius Comunistes de Catalunya           | 14.529  | 1,54  | -                | -                                 | -                                 |
| MCC-OIC                                       | 11.755  | 0,44  | -                | -                                 | -                                 |
| PSAN                                          | 8.807   | 0,33  | 5                | 2                                 | -                                 |
| LCR                                           | 5.099   | 0,19  | 1                | 1                                 | -                                 |
| Entesa Democràtica de Vic (PSC-PSUC           | 4.642   | 0,17  | 8                | 8                                 | -                                 |
| ORT                                           | 4.363   | 0,16  | -                | -                                 | -                                 |
| Grup Nacionalista de Centreesquerra (Manlleu) | 4.109   | 0,19  | 9                | -                                 | -                                 |
| Democràcia Social Cristiana de Catalunya      | 3.171   | 0,11  | -                | -                                 | -                                 |
| Independents d'Olot                           | 2.920   | 0,11  | 5                | 5                                 | -                                 |
| Cand. Indep. Berga                            | 2.882   | 0,11  | 7                | 7                                 | 1                                 |
| Redreçament i Progrés de La Seu d'Urgell      | 2.704   | 0,10  | 7                | 7                                 | 1                                 |
| Unitat d'Aran                                 | 1.341   | 0,19  | 19               | 8                                 | 1                                 |
| Altres independents                           | 295.478 | 11,02 | 3.401            | 96                                | 7                                 |

Els dos partits més votats foren el PSC-PSOE i el PSUC, tot i que els qui van obtenir més regidors foren CiU i Centristes-UCD. Tanmateix, socialistes i comunistes van obtenir la majoria d'alcaldies de les principals ciutats catalanes, les quatre capitals provincials i les ciutats del cinturó industrial de Barcelona (conegut electoralment com a cinturó roig).

### Resultats al País Valencià
En total es recolliren 1.721.112 vots vàlids.
| Partit                                            | Vots    | %     | Regidors (total) | Regidors (Caps comarca i ciutats) | Alcaldes (Caps comarca i ciutats) |
| Partit Socialista Obrer Espanyol (PSOE)           | 611.187 | 35,51 | 1.546            |                                   |                                   |
| Unió de Centre Democràtic (UCD)                   | 585.302 | 34,01 | 2.024            |                                   |                                   |
| Partit Comunista d'Espanya (PCE)                  | 248.717 | 14,45 | 500              |                                   |                                   |
| Coalició Democràtica-Alianza Popular (CD-AP)      | 36.043  | 2,09  | 89               |                                   |                                   |
| Unió Valencianista Regional (URV)                 | 18.015  | 1,05  | 2                |                                   |                                   |
| Moviment Comunista del País Valencià (MCPV)       | 17.377  | 1,01  | 27               |                                   |                                   |
| Partit Nacionalista del País Valencià (PNPV)      | 10.773  | 0,63  | 12               |                                   |                                   |
| Organització Revolucionària dels Treballadors     | 9.664   | 0,56  | 5                |                                   |                                   |
| Alicante Independiente (AI)                       | 4.300   | 0,25  | -                |                                   |                                   |
| Izquierda Republicana (IR)                        | 4.218   | 0,25  | 4                |                                   |                                   |
| Esquerra Independent de Castelló (EIC)            | 4.146   | 0,24  | 2                |                                   |                                   |
| Partit dels Treballadors del País Valencià (PTPV) | 3.774   | 0,22  | 8                |                                   |                                   |
| Acción Republicana Democrática Española (ARDE)    | 2.845   | 0,17  | 5                |                                   |                                   |
| Alianza Republicana Socialista - Front Valencià   | 2.707   | 0,16  | 5                |                                   |                                   |
| PSOE-històric                                     | 1.948   | 0,11  | 2                |                                   |                                   |